# Nationalliga A (Eishockey) 1957/58
Die Saison 1957/58 war die 20. reguläre Austragung der Nationalliga A, der höchsten Schweizer Spielklasse im Eishockey. Zum 22. Mal in seiner Vereinsgeschichte wurde der HC Davos Schweizer Meister, während der HC La Chaux-de-Fonds in die NLB abstieg.

## Modus
Wie im Vorjahr wurde die Liga in einer gemeinsamen Hauptrunde ausgetragen. Jede der acht Mannschaften spielte in Hin- und Rückspiel gegen jeden Gruppengegner, wodurch die Gesamtanzahl der Spiele pro Mannschaft 14 betrug. Der Tabellenerste wurde Schweizer Meister, während der Tabellenletzte gegen den besten Zweitligisten in der Relegation um den Klassenerhalt antreten musste. Für einen Sieg erhielt jede Mannschaft zwei Punkte, bei einem Unentschieden einen Punkt. Bei einer Niederlage erhielt man keine Punkte.

## Hauptrunde

### Abschlusstabelle
| Pl. | Team                      | Sp. | S  | U | N | Tore  | Pkt. |
| --- | ------------------------- | --- | -- | - | - | ----- | ---- |
| 1.  | HC Davos                  | 14  | 11 | 1 | 2 | 86:47 | 23   |
| 2.  | Young Sprinters Neuchâtel | 14  | 9  | 1 | 4 | 87:53 | 19   |
| 3.  | Zürcher SC                | 14  | 6  | 3 | 5 | 73:55 | 15   |
| 4.  | HC Ambrì-Piotta           | 14  | 7  | 0 | 7 | 51:57 | 14   |
| 5.  | EHC Arosa                 | 14  | 5  | 1 | 8 | 47:61 | 11   |
| 6.  | EHC Basel-Rotweiss        | 14  | 5  | 1 | 8 | 52:72 | 11   |
| 7.  | Lausanne HC               | 14  | 5  | 0 | 9 | 60:84 | 10   |
| 8.  | HC La Chaux-de-Fonds      | 14  | 4  | 1 | 9 | 54:81 | 9    |

## Relegation
- HC La Chaux-de-Fonds – SC Bern 4:11

Der HC La Chaux-de-Fonds traf auf den besten Zweitligisten SC Bern und unterlag diesem in einem torreichen Spiel deutlich mit 4:11, wodurch der HC La Chaux-de-Fonds in die NLB abstieg und der SC Bern dessen Platz in der NLA einnahm.